# Manfred Gailus
Manfred Gailus (* 28. Oktober 1949 in Winsen (Luhe)) ist ein deutscher Historiker und Hochschullehrer. Seit 2005 ist er außerplanmäßiger Professor für Neuere Geschichte an der Technischen Universität Berlin.

## Leben
Gailus studierte Geschichte und Politologie in Berlin. Das Studium beendete er 1979 mit dem Staatsexamen. Von 1981 bis 1986 war er wissenschaftlicher Mitarbeiter für Wirtschafts- und Sozialgeschichte im 19. Jahrhundert am Fachbereich Politische Wissenschaft der FU Berlin. 1988 promovierte er an der TU Berlin bei Reinhard Rürup mit einer Untersuchung über soziale Protestbewegungen in Deutschland 1847–49 zum Dr. phil. Seit 1990 war er wissenschaftlicher Mitarbeiter an der Technischen Universität Berlin. Von März 1997 bis Februar 1998 war er Mitarbeiter am Hamburger Institut für Sozialforschung. Mit Studien zur nationalsozialistischen Durchdringung des protestantischen Sozialmilieus in Berlin habilitierte er sich 1999 an der Technischen Universität Berlin.
Seit 2005 ist er außerplanmäßiger Professor für Neuere Geschichte an der TU Berlin, seit 2013 an deren  Zentrum für Antisemitismusforschung. Seine Biographie von Elisabeth Schmitz fand in der Kritik eine breite Aufmerksamkeit.

## Veröffentlichungen (Auswahl)
als Autor
- Im Bann des Nationalsozialismus. Das protestantische Berlin im Dritten Reich, Freiburg 2023, ISBN 978-3-451-39452-2.
- Gläubige Zeiten. Religiosität im Dritten Reich, Herder, Freiburg 2021, ISBN 978-3-451-03339-1.
- Die Kreuzkirchengemeinde Berlin-Schmargendorf im „Dritten Reich“. In: Himmel & Erde. Gemeindezeitung für den Wilmersdorfer Süden. März 2019, S. 6–7, OCLC 724595490
- Friedrich Weißler. Ein Jurist und bekennender Christ im Widerstand gegen Hitler. Vandenhoeck & Ruprecht, Göttingen 2017, ISBN 978-3-525-30109-8.
- „Mir aber zerriss es das Herz.“ Der stille Widerstand der Elisabeth Schmitz. 2. Aufl. Vandenhoeck & Ruprecht, Göttingen 2011, ISBN 978-3-525-55008-3.
- „Ein Volk – ein Reich – ein Glaube“? Religiöse Pluralisierungen in der NS-Weltanschauungsdiktatur. In: Friedrich Wilhelm Graf (Hrsg.): Religion und Gesellschaft. Europa im 20. Jahrhundert (= Industrielle Welt, Band 73). Böhlau Verlag, Köln 2007, ISBN 978-3-412-20030-5, S. 247–268.
- Öffnung zur Politik- und Sozialgeschichte und wachsende selbstkritische Einsichten. Drei neue Sammelwerke zur preußischen Kirchengeschichte. In: Historische Zeitschrift, Band 276 (2003), ISSN 0018-2613, S. 95–101.
- Die Erfindung des „Korn-Juden“. Zur Geschichte eines antijüdischen Feindbildes des 18. und frühen 19. Jahrhunderts. In: Historische Zeitschrift, Band 272 (2001), ISSN 0018-2613, S. 597–622.
- Protestantismus und Nationalsozialismus. Studien zur nationalsozialistischen Durchdringung des protestantischen Sozialmilieus in Berlin (= Industrielle Welt, Band 61). Böhlau Verlag, Köln 2001, ISBN 3-412-07201-X (zugl. Habilitationsschrift, TU Berlin 1999).
- Straße und Brot. Sozialer Protest in den deutschen Staaten unter besonderer Berücksichtigung Preußens 1847–1849 (= Veröffentlichungen des Max-Planck-Instituts für Geschichte, Band 96). Vandenhoeck & Ruprecht, Göttingen 1990, ISBN 3-525-35632-3 (zugl. Dissertation, TU Berlin 1988).

als Herausgeber
mit Lukas Bormann: Otto Dibelius. Neue Studien zu einer protestantischen Jahrhundertfigur (Christentum in der modernen Welt 8), Mohr Siebeck, Tübingen, 2024, ISBN 978-3-16163837-4.
- mit Clemens Vollnhals: Christlicher Antisemitismus im 20. Jahrhundert. Der Tübinger Theologe und „Judenforscher“ Gerhard Kittel Vandenhoeck & Ruprecht, Göttingen 2020, ISBN 978-3-8471-0996-9.
- mit Clemens Vollnhals: „Für ein artgemäßes Christentum der Tat“. Völkische Theologen im „Dritten Reich“ Vandenhoeck & Ruprecht, Göttingen 2016, ISBN 978-3-8471-0587-9.
- Täter und Komplizen in Theologie und Kirchen 1933–1945. Wallstein-Verlag, Göttingen 2015, ISBN 978-3-8353-1649-2.
- mit Armin Nolzen: Zerstrittene „Volksgemeinschaft“. Glaube, Konfession und Religion im Nationalsozialismus. Vandenhoeck & Ruprecht, Göttingen 2011, ISBN 978-3-525-30029-9.
- Kirchliche Amtshilfe. Die Kirche und die Judenverfolgung im „Dritten Reich“. Vandenhoeck & Ruprecht, Göttingen 2008, ISBN 978-3-525-55340-4.
- mit Heinrich Volkmann: Der Kampf um das tägliche Brot. Nahrungsmangel, Versorgungspolitik und Protest 1770–1990. Westdeutscher Verlag, Opladen 1994, ISBN 3-531-12560-5.
- Kirchengemeinden im Nationalsozialismus. Sieben Beispiele aus Berlin (= Reihe der deutschen Vergangenheit, Band 38). Edition Hentrich, Berlin 1990, ISBN 3-926175-71-0.

## Belege
1. ↑  tu-berlin.de (Memento vom 29. Juli 2016 im Internet Archive)
2. ↑  Besprechung von Claudia Keller im Tagesspiegel, 15. August 2010.
3. ↑  Besprechung von Harald Loch im Neuen Deutschland, 6. Mai 2010.
4. ↑  Rezensionsnotizen in Süddeutscher Zeitung und Neuer Zürcher Zeitung, auf Perlentaucher.

| Personendaten    | Personendaten        |
| ---------------- | -------------------- |
| NAME             | Gailus, Manfred      |
| KURZBESCHREIBUNG | deutscher Historiker |
| GEBURTSDATUM     | 28. Oktober 1949     |
| GEBURTSORT       | Winsen (Luhe)        |